# Троицкий монастырь (Муром)
Свя́то-Тро́ицкий монасты́рь — женский монастырь Муромской епархии Русской православной церкви, расположенный в городе Муроме. Известен тем, что в нём сохраняются мощи святых Петра и Февронии, которые почитаются в России как покровители семьи и брака.

## История
Монастырь основан во второй четверти XVII века (1643) купцом Тарасием Цветновым, по мнению ряда краеведов, на месте, которое ранее именовалось Старое Вышнее городище, где, согласно преданию, в XII веке святой благоверный князь Константин, считающийся крестителем Мурома, поставил деревянную церковь во имя святых князей-страстотерпцев Бориса и Глеба.
В 1642—1643 годах «тщанием и снисканием» Тарасия Цветнова на месте деревянного храма был возведён Свято-Троицкий каменный собор, сохранившийся до настоящего времени. В 1643 году Тарасий Цветнов просил у епископа Рязанского и Муромского разрешения на основание при соборе монастыря, и такое согласие он получил.
Главным украшением Свято-Троицкого собора являются кованые золочёные кресты — шедевры кузнечной работы муромских умельцев XVII века, — и поливные изразцы того же столетия с разнообразными орнаментами. Изразцы придают Троицкому собору особое изящество и неповторимое своеобразие, отличающее его от других муромских храмов. Стиль, в котором создан этот собор, называется русское узорочье.
В 1648—1652 годах в южной части монастыря на одном фундаменте были построены надвратная шатровая церковь во имя Казанской иконы Божией Матери и прорезная многоярусная колокольня.
В 1923 году монастырь был закрыт. В 1975 году на территорию монастыря из деревни Красново соседнего Меленковского района был привезён деревянный храм в честь преподобного Сергия Радонежского, являющийся памятником деревянного зодчества начала XVIII века.

## Возобновление обители
Открытие Свято-Троицкого монастыря после передачи его Русской православной церкви состоялось в день памяти святых страстотерпцев Бориса и Глеба — 15 мая 1991 года. 22 мая 1991 года в монастырь приехала монахиня Рижского Свято-Троице-Сергиева монастыря Тавифа (Горланова), возглавившая позднее обитель в сане игумении.
При монастыре действуют несколько подворий: Крестовоздвиженское (в Муроме), Богородицкое (село Мишино Муромского района), Богородицкое (Придорожный Камешковского района Владимирской области).
С 2001 года при монастыре открыт пансионат «Надежда» для несовершеннолетних и престарелых. Под попечительством монастыря находятся также несколько тюрем, колония для несовершеннолетних, воинская часть, муромское общество инвалидов-колясочников «Феникс».

## Святыни монастыря

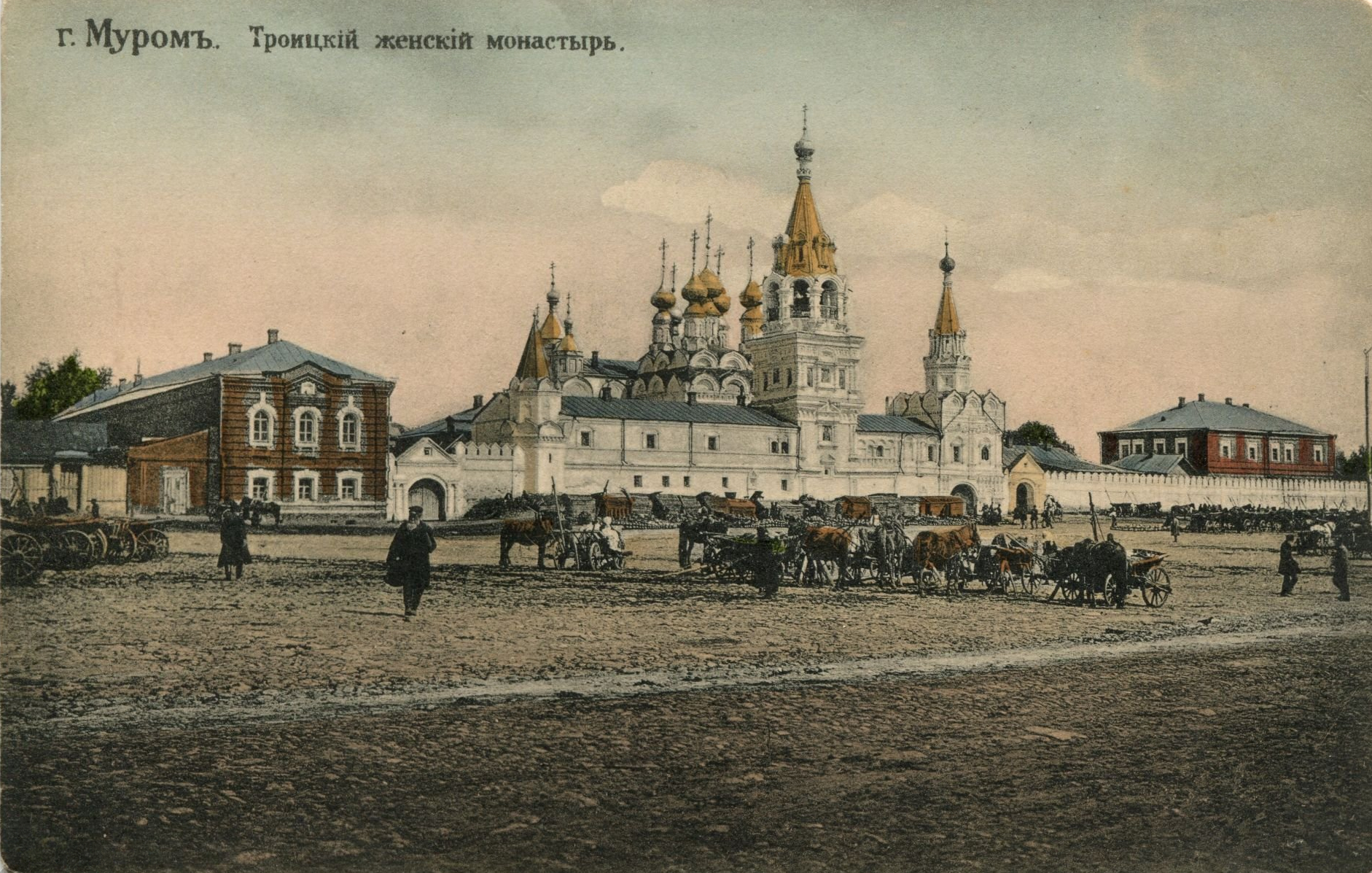
Троицкий женский монастырь в начале XX века

С момента основания монастыря здесь хранился Виленский крест-мощевик — одна из первых святынь монастыря. 15 мая 1996 года к пятилетию возрождения обители, древняя монастырская святыня была возвращена обители из городского историко-художественного музея.
Главной святыней обители являются мощи святых благоверных князя Петра и княгини Февронии, перевезённые из местного музея 19 сентября 1992 года. До 1921 года мощи почивали в Рождественском соборе.
В монастыре хранится также посох последней перед закрытием монастыря в 1923 году игуменьи Рипсимии (Слюняевой).

## Настоятельницы
- игуменья Тавифа (Горланова) (1991—2016)
- игуменья Арсения (Москокова) (с 15 октября 2017)